# Lyskovo
Lyskovo (rusky Лысково) je město v Nižněnovgorodské oblasti v Ruské federaci. Při sčítání lidu v roce 2010 mělo bezmála dvaadvacet tisíc obyvatel.

## Poloha a doprava
Lyskovo leží u ústí Sundoviku, který se z jihu vlévá do Čeboksarské přehradní nádrže na Volze. Od Nižního Novgorodu, správního střediska oblasti, je vzdáleno přibližně devadesát kilometrů jihovýchodně.
Jižním okrajem města prochází dálnice M7 vedoucí z Moskvy přes Vladimir, Nižnij Novgorod a Kazaň do Ufy.
Na opačném břehu Čeboksarské přehradní nádrže leží sídlo městského typu Makarjevo, do kterého jezdí z Lyskova trajekt.

## Dějiny
První zmínka o obci je z roku 1410. Už v té době tudy vedla obchodní stezka z Moskvy přes Nižnij Novgorod do Kazaně.
Městem je Lyskovo od roku 1925.

### Rodáci
- Jevno Fišelevič Azef (1869–1918), revolucionář

## Kultura
Lyskovo je sídelním městem Lyskovské eparchie.